# Austin P. McKenzie
Austin P. McKenzie (Mesa, 24 agosto 1993) è un attore e cantante statunitense.
È noto soprattutto per aver interpretato Melchior nel revival di Broadway del musical Spring Awakening, diretto da Michael Arden nel 2015. Per la sua performance ha vinto il Theatre World Award.
È dichiaratamente omosessuale è impegnato in una relazione con Kevin McHale.

## Filmografia parziale

### Cinema
- Speech & Debate, regia di Dan Harris (2017)
- Il giorno sbagliato (Unhinged), regia di Derrick Borte (2020)

### Televisione
- The 101 - serie TV, 1 episodio (2015)
- When We Rise - serie TV, 6 episodi (2017)